# Fernando Grijalba
Grijalba  Pérez est un nom espagnol. Le premier nom de famille, en général paternel, est Grijalba ; le second, en général maternel, souvent omis, est Pérez.
Fernando Grijalba Pérez, également surnommé Nano (né le 14 janvier 1991 à Laguna de Duero) est un coureur cycliste espagnol.

## Biographie
En 2009, Fernando Grijalba devient champion d'Espagne du contre-la-montre chez les juniors (moins de 19 ans). Il s'impose également au classement final de la Coupe d'Espagne juniors. Après ces performances, il court durant deux années au club Naturgas Energía, centre de formation pour les équipes Euskadi et Euskaltel-Euskadi.
En 2012 et 2013, il évolue dans la réserve de l'équipe Caja Rural-Seguros RGA. Il s'illustre chez les amateurs et remporte notamment le classement général de la Coupe d'Espagne,. Ses bons résultats lui permettent de passer professionnel en 2014. Durant cette saison, il se classe notamment septième de la Klasika Primavera et treizième du Circuit de Getxo. Son contrat n'est cependant pas renouvelé en en fin d'année 2015.
En 2016, il intègre l'équipe continentale Inteja-MMR Dominican. Son meilleur résultat est une deuxième place sur une étape de la Vuelta a la Independencia Nacional. En 2017, il est recruté par la nouvelle équipe Kuwait-Cartucho.es. Dès sa première course, il se distingue en terminant du troisième du Tour des Philippines, tout en ayant remporté une étape. Il est ensuite vainqueur du classements des sprints au Tour des Asturies et douzième du Tour de la communauté de Madrid.
Faute d'offres convaincantes, il décide de mettre un terme à sa carrière professionnelle en 2018. Il poursuit néanmoins la compétition chez les amateurs en signant avec le club Escribano Sport

## Palmarès et résultats

### Palmarès par année
- 2009
  -  Champion d'Espagne du contre-la-montre juniors
  - Vainqueur de la Coupe d'Espagne juniors
  - 3e du championnat d'Espagne de l'américaine juniors
- 2010
  - Mémorial Cirilo Zunzarren
  - Laukizko Udala Saria
  - 3e de l'Insalus Saria
  - 3e du Xanisteban Saria
- 2011
  - Ereñoko Udala Sari Nagusia
  - 2e étape des Trois Jours d'Alava
  - Oñati Proba
  - 2e de l'Insalus Saria
  - 3e du Soraluzeko Saria
  - 3e du Trofeo San Antonio
- 2012
  - Champion de Castille-et-León du contre-la-montre
  - Soraluzeko Saria
  - Ereñoko Udala Sari Nagusia
  - Mémorial Sabin Foruria
  - Mémorial Etxaniz
  - 2e du Trofeo Suministros Monjardin
  - 2e de la Klasika Lemoiz
  - 3e de la Leintz Bailarari Itzulia
- 2013
  - Vainqueur de la Coupe d'Espagne
  - Vainqueur de la Coupe d'Espagne espoirs
  - Grand Prix Macario
  - 3e de l'Ereñoko Udala Sari Nagusia
- 2017
  - 3e étape du Tour des Philippines
  - 3e du Tour des Philippines
- 2019
  - 4e étape du Tour du Panama

### Classements mondiaux
| Année            | 2014 | 2015 | 2016   | 2017   |
| ---------------- | ---- | ---- | ------ | ------ |
| UCI Europe Tour  | 701e |      | 1 771e | 1 329e |
| UCI America Tour |      |      | 467e   |        |
| UCI Asia Tour    |      |      |        | 214e   |